# Лебедівський Валерій Анатолійович
Валерій Анатолійович Лебедівський — український політик. Народився 2 лютого 1962 р. у м. Києві

## Біографія

### Освіта
У 1985 році закінчив Київський політехнічний інститут, кваліфікація: інженер-електрик.
У 1995 році закінчив Інститут державного управління та самоврядування при Кабінеті Міністрів України, спеціалізація: економіка, магістр державного управління.
У 2002 році закінчив Інститут міжнародних відносин Київського національного університету ім. Т. Шевченка, за спеціалізацією: міжнародне публічне право, магістр міжнародного права.
Проходив стажування за кордоном за спеціалізованими програмами в Атланті в 1994, у Вінніпезі у 1995 та в Празі у 2001.

### Громадсько-політична діяльність
1990–1994 р. депутат Шевченківської районної ради в м. Києві, голова фракції.
1998–2002 р. депутат Київської міської ради, голова комісії з питань економічних реформ, голова фракції.
З 14 травня 2002 по 25 травня 2006 — Народний депутат України 4-го скликання, обраний по виборчому округу № 221 (Шевченківський район) м. Київ.
Член депутатської фракції політичної партії «Народний Союз Наша Україна». Член Народного руху України(з 1989 року по 2005 рік).
Голова Асоціації демократичного розвитку і самоврядування України.